# ZEB1
锌指结构E-box-结合同源框1（Zinc finger E-box-binding homeobox 1）是一个由人类基因ZEB1编码的蛋白质。
ZEB1（以前称为TCF8）编码一种带有锌指结构域和同源框结构域的转录因子，结合位点为白细胞介素-2基因转录起始位点上游100个bp处，通过负调控来抑制白介2的表达。。ZEB1和其哺乳动物中的旁系同源蛋白ZEB2都属于同源框转录因子家族中的锌指结构家族中的Zeb家族。ZEB1蛋白质有7个锌指结构和1个同源框结构，见右侧图。

## 临床意义
基因突变对基因与 后多形角膜营养最近的一项研究建议其作出贡献的作用，在 肺癌 的侵袭和转移的发展。